# Joseph Gilgun
Joseph William Gilgun, detto Joe (Chorley, 9 marzo 1984), è un attore britannico.

## Biografia
Joe Gilgun nasce nella città inglese di Chorley nel Lancashire, da Judith e Andrew Gilgun, ed è fratello maggiore di Jennie e Rosie. Frequenta la Rivington VA Primary School e la Southlands High School, prima di studiare alle scuole teatrali Laine Johnson Theatre School e Oldham Theatre Workshop. È affetto sia da dislessia che da sindrome da deficit di attenzione e iperattività, che descrive come «il maggior dolore della [sua] vita».
Inizia a studiare recitazione all'età di otto anni, seguendo i consigli di uno psicologo dell'età evolutiva che lo descrive come un «talento eccezionale». A dieci anni ottiene il primo ruolo televisivo nella soap opera Coronation Street, in cui recita fino ai tredici anni. Inizia quindi un corso di laurea in design della moda che lascia prematuramente trovandolo «troppo accademico». Trova poi lavoro come intonacatore, prima di tornare definitivamente alla recitazione con un'altra soap opera inglese, Emmerdale.
Come giovane attore, Joe Gilgun interpretò Jamie Armstrong in Coronation Street dal 1994 al 1997. Smise quando anche l'attrice che interpretava la madre del suo personaggio lasciò la soap, tornando nel cast solo per la puntata speciale The Kids from Coronation Street del 2004. Gilgun prese quindi una pausa dalla recitazione, recitando saltuariamente in piccole produzioni locali e nazionali, come il musical Hanky Park the Musical al teatro The Lowry. Interpretò Charlie Millwall nell'opera teatrale Borstal Boy, ottenendo un buon riscontro da parte della critica.
Tornò definitivamente alla recitazione a tempo pieno nel 2006, ottenendo il ruolo di Eli Dingle nella soap opera Emmerdale, ruolo che lasciò nel 2010, affermando che era ora di provare qualcosa di nuovo. La produzione affermò infatti che non era previsto nessun eventuale ritorno del suo personaggio. Interpretò quindi Woody nel film This Is England del 2006 e nelle serie televisive derivate This Is England '86, This Is England '88' e 'This Is England '90 Il 9 maggio 2011 venne annunciato il suo ingresso nel cast della serie televisiva Misfits nel ruolo del nuovo personaggio Rudy, in sostituzione dell'attore Robert Sheehan.
Dal 2016 al 2019 interpreta la parte del vampiro Cassidy nella serie tv Preacher, tratta dall'omonimo fumetto di Garth Ennis.

## Filmografia

### Cinema
- This Is England, regia di Shane Meadows (2006)
- Harry Brown, regia di Daniel Barber (2009)
- Screwed, regia di Reg Traviss (2011)
- Lockout, regia di James Mather e Stephen St. Leger (2012)
- Pride, regia di Matthew Warchus (2014)
- The Last Witch Hunter - L'ultimo cacciatore di streghe (The Last Witch Hunter), regia di Breck Eisner (2015)
- The Infiltrator, regia di Brad Furman (2016)

### Televisione
- Coronation Street – serie TV, 20 episodi (1994-1997)
- Shameless – serie TV, 1 episodio (2005)
- Big Dippers, regia di Ciaran Donnelly – film TV (2005)
- Sorted – serie TV, 1 episodio (2006)
- Valle di luna (Emmerdale) – serie TV, 257 episodi (2006-2010)
- This Is England '86 – serie TV, 4 episodi (2010)
- This Is England '88 – serie TV, 3 episodi (2011)
- Misfits – serie TV, 25 episodi (2011-2013)
- This Is England '90 – serie TV, 4 episodi (2015)
- Preacher – serie TV (2016-2019)
- Brassic - serie TV (2019 - in corso)

## Doppiatori italiani
Nelle versioni in italiano dei suoi film, Joseph Gilgun è stato doppiato da:
- Christian Iansante in The Last Witch Hunter - L'ultimo cacciatore di streghe
- Luca Bottale in This is England
- Emiliano Coltorti in Lockout
- Riccardo Scarafoni in Pride
- Alessandro Rigotti in Misfits
- Alessandro Maria D'Errico in Preacher